# Oost-Siberische zilverspar
De Oost-Siberische zilverspar (Abies nephrolepis) is een naaldboom uit de dennenfamilie (Pinaceae). De soort werd beschreven door Ernst Rudolf von Trautvetter en werd naderhand onder een andere wetenschappelijke naam gepubliceerd door Karl Johann Maximowicz in 1866.

## Kenmerken
De Oost-Siberische zilverspar is een middelgrote boom die een hoogte van gemiddeld 30 à 35 meter en een diameter van 1 à 1,2 meter bereikt. Ze hebben een korte, kegelvormige kroon, met eveneens korte, horizontale takken. De stam van de Oost-Siberische zilverspar is dof roze-grijs. De naalden zijn aan de onderzijde zilvergrijs en aan de bovenzijde dof grijsgroen gekleurd, met een afgestompte tot spitse apex. Deze hebben doorgaans een lengte van 1 à 2,5 cm en een breedte van 2 mm. De kegels van de soort staan rechtop, zijn cilindrisch gevormd en hebben een lengte van 4,5 à 7,5 cm en een breedte van 2 à 3,5 cm. De dekschubben van de kegels staan eveneens rechtop.

## Verspreiding
Oost-Siberische zilversparren komen voor in het Russische Verre Oosten in de Oblast Amoer, Chabarovsk en Primorje, het Koreaans Schiereiland en het noordoosten van China in de provincies Heilongjiang en Jilin, Shaanxi, Liaoning en Hebei. Bestanden met Oost-Siberische zilversparren worden voornamelijk aangetroffen in laag- en middelgebergten, op hoogten tussen 500 en 700 meter in het Russische Verre Oosten. In China echter op grotere hoogten, tussen 750 en 2.000 meter boven zeeniveau.

## Synoniem
Abies sibirica Ledeb. var. nephrolepis Trautv. ex Maxim.
... · 
A. alba (Gewone zilverspar) · 
A. balsamea (Balsemzilverspar) · 
A. cephalonica (Griekse zilverspar) · 
A. cilicica (Syrische zilverspar) · 
A. concolor (Coloradozilverspar) · 
A. fraseri (Fraserspar) · 
A. grandis (Reuzenzilverspar) · 
A. holophylla (Mantsjoerijse zilverspar) · 
A. homolepis (Nikko-zilverspar) · 
A. koreana (Koreaanse zilverspar) · 
A. nephrolepis (Oost-Siberische zilverspar) · 
A. nordmanniana (Kaukasische zilverspar) · 
A. pinsapo (Spaanse zilverspar) · 
A. procera (Edelspar) · 
A. sachalinensis (Sachalin-zilverspar) · 
A. sibirica (Siberische zilverspar) · 
A. veitchii (Japanse zilverspar) · 
...